# Liste der Naturdenkmale in Altbach
| Naturdenkmale | Anzahl |
| ------------- | ------ |
| FND           | 1      |
| END           | 1      |
| Gesamt        | 2      |

Die Liste der Naturdenkmale in Altbach nennt die verordneten Naturdenkmale (ND) der im baden-württembergischen Landkreis Esslingen liegenden Gemeinde Altbach. In Altbach gibt es insgesamt zwei als Naturdenkmal geschützte Objekte, davon ein flächenhafte Naturdenkmale (FND) und ein Einzelgebilde-Naturdenkmal (END).
Stand: 30. Oktober 2016.

## Flächenhafte Naturdenkmale (FND)
| Name                          | Bild | Kennung     | Einzelheiten | Position | Fläche Hektar | Datum         |
| ----------------------------- | ---- | ----------- | ------------ | -------- | ------------- | ------------- |
| Feldgehölz im Gewann Schauben | BW   | 81160040202 | Altbach      | ⊙        | 0,2           | 30. Juni 1994 |
| Legende für Naturdenkmal      |      |             |              |          |               |               |

## Einzelgebilde (END)
| Name                     | Bild | Kennung     | Einzelheiten | Position | Fläche Hektar | Datum         |
| ------------------------ | ---- | ----------- | ------------ | -------- | ------------- | ------------- |
| 1 Linde (Friedenslinde)  | BW   | 81160040201 | Altbach      | ⊙        | 0,0           | 25. Aug. 1983 |
| Legende für Naturdenkmal |      |             |              |          |               |               |